# Megaloblast

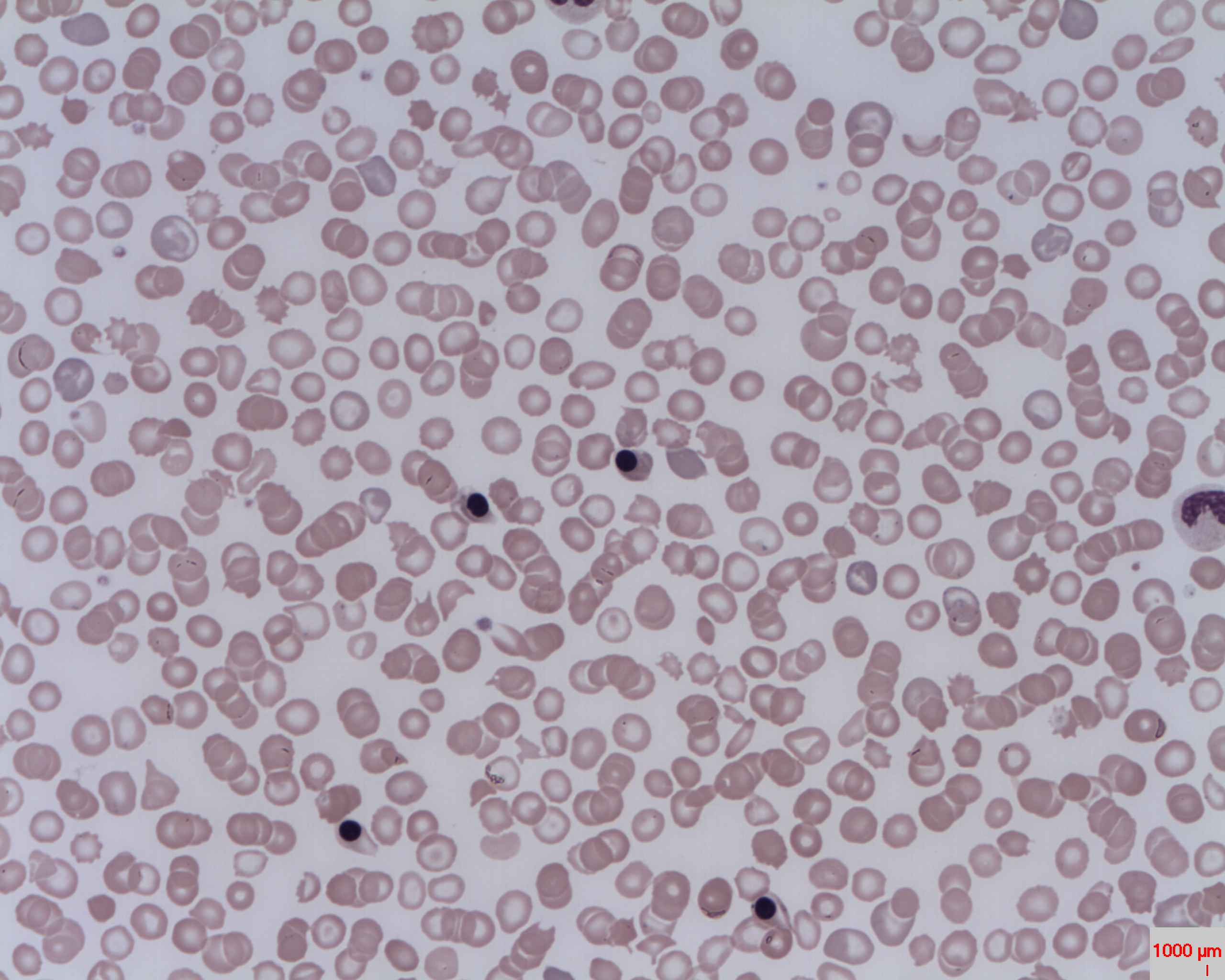
Megaloblasts (cèl·lules més grans amb el centre fosc)

Un megaloblast és un eritroblast particularment gran que pot estar associat amb l'anèmia perniciosa (deficiència de vitamina B₁₂) i la deficiència d'àcid fòlic (anomenats en conjunt l'anèmia megaloblàstica).
Aquest tipus d'anèmia condueix a macròcits (glòbuls vermells anormalment grans). La causa d'aquest gegantisme cel·lular és una alteració en la síntesi d'ADN que retarda la maduració nuclear i la divisió cel·lular. Com que l'ARN i el citoplasma són sintetitzats a un ritme constant tot i l'alteració de la síntesi d'ADN, llavors les cèl·lules mostren una asincronia citoplasma-nucli.